# Metallata lyde
Metallata lyde är en fjärilsart som beskrevs av Druce 1891. Metallata lyde ingår i släktet Metallata och familjen nattflyn. Inga underarter finns listade i Catalogue of Life.